# 李宗昉 (民国)
李宗昉（1891年—1954年），号仲曦，四川省彭县人，陆军中将，川军将领。曾任护国挺进军副官长，国军第47军军长、第36集团军副总司令。1953年入四川省文史研究馆。

## 生平
李宗昉生于彭县蒙阳东塔村。1909年考入四川陆军小学堂第四期。辛亥革命后，陆小第四、五两期的学生转为四川陆军军官学堂第一期，毕业后在川军中历任排、连、营长。1923年任川军第3混成旅团长，1925年任川军第2师4旅旅长，1927年任四川边防军第3混成旅旅长，1930年任第3师副师长，1931年任四川边防军第8旅旅长，1932年任第28军新编第6师教导旅旅长，1935年任第47军104师2旅旅长，1937年9月任第47军178师师长，1943年11月任第47军军长，1945年9月任第22集团军副总司令，1946年任第五绥靖区副司令官。
1949年任川东绥靖司令部副司令，川鄂边区绥靖公署副主任，同年底在四川迎接解放。
1950年，被邀为川西首届各界人民代表会议的代表。1953年，受聘任四川文史研究员，次年病逝。李宗昉的外孙女——孙静现为云南民族大学外国语学院副教授。